# 无心法师II
《无心法师II》 為2017年大陸網路電視劇，第二季改編自尼罗同名第三部作品，由韩东君、陈瑶、王彦霖、李蘭迪、Mike及高泰宇領銜主演，故事的開端將定於20年后的1937年，把岳綺羅吞噬的饕餮化為人形出來人世間，人稱「小丁貓」，白琉璃化身變成一條小白蛇，顧大人之子顧基也將登場。除此之外，蘇桃將加入一同冒險、反派人物白川凜也將登場與無心對陣。該劇於2016年8月8日開機，同年11月初杀青，亦於2017年8月14日在搜狐视频和腾讯视频首播。

## 播出時間及平台
| 頻道                              | 所在地 | 播出日期      | 播出時間                                              | 備註                                   |
| --------------------------------- | ------ | ------------- | ----------------------------------------------------- | -------------------------------------- |
| 搜狐视频/腾讯视频                 | 大陸   | 2017年8月14日 | 8：00 PM                                              | 每週一及週二更新 （非VIP延遲一周觀看） |
| myTV SUPER                        | 香港   | 2017年9月27日 | 全集已經上架                                          | 國語原聲版                             |
| J2                                | 香港   | 2017年12月4日 | 星期一至五 22:05-23:05 （如當日為賽馬日將會暫停播放） | TVB粵語剪輯版                          |
| 華語劇台                          | 香港   | 2020年6月13日 | 每周六 08:30-10:10                                    | TVB粵語足本版 （兩集連播）             |
| 八大俱樂部 （页面存档备份，存于） | 臺灣   | 2023年4月8日  | 每日18:30首播                                         | TVB國語剪輯版（兩集連播）              |

## 劇情簡介
二十世纪三十年代初，位于上海郊区的苏宅有人登门，求购苏家的家传古董——宋代瓷枕，苏老爷（劉松仁飾）严辞拒绝，并砸碎瓷枕以示决绝。女儿苏桃（李蘭迪飾）出来收拾，却意外在碎瓷中发现一枚精巧的唐朝铜镜（原主卻是為白琉璃所有）。她一时好奇将铜镜拿回阁楼把玩，却不料由此引发一系列诡异离奇之事件。

## 演員表

### 主要角色
故事背景：民國大陸時期抗戰年代：1938年—蘇桃15歲（1937年<民國26年10月24日>—故事第5集的私塾座鐘故事）、1940年（民國29年—劇集第20集—蘇桃17歲），1941年（民國30年—劇集第27集—蘇桃過18歲生日後搭船經香港，預計前往美國）。
| 演員                | 角色          | 介紹 | 粤语配音 | 出場集數            |
| 韩东君              | 无 心         | 不老不死的除妖师／法師／卦師 曾為顧玄武（顧國強）在上一回沉睡前的好友 法號：無心，唐代高僧，長生不死，沒有心臟，全身斷手、斷腳、斷頭，只要主靈魂寄生在其中的斷肢，則會逐步經由蛻變、脫皮及長毛重生，成就完成體。而當流淚時，眼淚會形成結晶掉落。肉體無法生兒育女。有超渡亡靈的本事。全身血液可降妖除魔。但每100年須沉睡一回，甦醒後，會把前一回100年的事蹟遺忘。千年前害白琉璃家破人亡，最後成為莫逆之交。 参见第一季劇情《无心法师》 好心辦壞事的傢伙，小丁貓被陷害、受難時，咒罵其「無腦」。 | 黃啟昌   | 全劇                |
| 陈 瑶               | 岳绮罗        | 百年女邪法師（半人半妖） 鍾情無心 無心之天敵 岳綺羅原本是道教（青雲觀）的師叔祖輩，早年貪戀、修鍊邪術，意外練出元神長生不死和吸食精元、哺元之術。須以殺害無辜生命取其精元。缺點則為舊有身軀極易腐壞，須不時補充精元維持相貌。在被封印前，附身在一16歲小女孩身上，也就是岳綺羅時期的樣貌，因犯事，讓同門青雲觀的九位師兄弟，封印於古井下，爾後百年歲月中，九位師兄弟相繼凋零，青雲觀後人住持"出塵子"，法力低微，還不學無術，無法重新封印。當無心無意中釋放岳綺羅出世。且岳綺羅亦發覺無心，他也是不死之身，極配得上她，因此愛戀上無心，但無心極其厭惡她的作為。在岳綺羅極度嫉妒下，聯合張顯宗把李月牙設計殺害，無心再次和她誓不兩立，最終在鬼洞中，無心佈置出自青雲觀取得的封印法陣，再次試圖把岳綺羅重新封印。在與岳綺羅混鬥時，雙雙跌入鬼洞裡，被沉睡在洞中的饕餮（天生地養、非妖、非神、非仙，後想開了，化作小丁貓，四處遊蕩）順勢吞沒。参见第一季《无心法师》。 百年半人半妖及不知年之饕餮元神化形 由于饕餮法力衰落（法力綠），消化不了岳綺羅的元神，饕餮便将她封印在心脏处。每當饕餮（小丁貓）身体虛弱，氣場不稳定时，則會衝出来闹一闹（法力紅）。百年後，則轉世成人。 | 何璐怡   | 第25回              |
| 陈 瑶               | 小丁猫 丁思漢 | 上海灘黑幫義子（饕餮元神化形） 上海黑幫老大養子，時年20多歲。形貌俊美雌雄莫辨，說話行事有著不符合年齡的老謀深算。原是沉睡於洞穴中的饕餮，因為把岳綺羅吞噬卻無法消化其元神，只能将其封印在自己的心脏中。但岳绮罗會趁自己身体氣場不稳定时出来闹一闹。由於元神大限將至，牠化為人形在人間體驗生活（自覺剩餘時間很寶貴，沒時間去傷心與後悔）。 | 李致林   | 第3-27回            |
| 王彦霖              | 顧 基         | 天津軍閥顧玄武第五姨太之子，對其恨之入骨 表面上仗義、血性、豪爽，實際上卻陰狠而工於心計，為了實現自己的欲望和野心而不擇手段，其父親因失去了義妹月牙和失蹤的無心，最終孤寡抑鬱而終。由於與父親長得很像，所以失去記憶的無心見到他還是會有熟悉的感覺。顧基身為一個在上海灘各方勢力夾縫中生存的“小人物”，憑著自己的本事混出地位。但因為利益，且經歷各種恩怨情仇，看盡世態炎涼人情冷暖，顧基最終也發展到眾叛親離與朋友老死不相往來的地步。最後死於小丁貓手裡（清理門戶）。 | 張裕東   | 第2-27回            |
| 李蘭迪 童年：祁心蕊 | 蘇 桃         | 富家閨秀 聰明漂亮、靈秀純善，因为家傳古铜镜被日商白川凛盯上，经历了家破人亡的惨事（時年14歲多）。在上海孤苦无依（時年15歲多），再次見到無心。有无心的照料。好不容易連絡上蘇桃的哥哥（其欲從德國歸來，卻碰上德國「水晶之夜」事件，而錯過船期），在兩年多的相处过程中，渐渐喜欢上无心，与他一起面对铜镜奇遇以及白川凛的追殺。18歲成年後，戀上無心與表白。最后，因上海局势紧张，在只有一张船票的情况下，被无心骗离上海，从此二人天各一方。最終癡等無心一輩子。 | 凌 晞    | 全劇                |
| Mike                | 白琉璃        | 精靈 无心之好友兼吐槽王 唐朝西康人，大法師最後一族，法力強大，卻被無心坑爹，身敗名裂，和無心曾是死對頭，後來成為莫逆之交，最終化身精靈，和無心相伴千年，除妖。主要任務：當無心每100年須沉睡一回時，將由他護法，曾在無心上一回沉睡前，化身為一隻白雞。無心沉睡清醒後，則化作一隻白貓陪伴。1937年時，則化身為一條小白蛇跟隨。1938年，亦曾被白川凛控制成式神，轉而攻擊小丁貓和無心。 | 梁偉德   | 全劇                |
| 高泰宇              | 白川凛        | 東洋陰陽師 唐代日本陰陽師的後代子孫，祖先曾至中國，在兩年內，次次挑戰大法師白琉璃失敗，白琉璃憐其努力不懈的心態，在其離開中國前，贈送一面法器銅鏡作為離別禮物。祖先為人正義，以陰陽師身份除妖降魔。但其後代子孫白川凜卻心術不正，利用自己煙土商社的身份，吸引一些中國商人為自己做事。又因本家祖傳銅鏡年久失修，即將損毀，急需另一面（孿生）完好銅鏡護身（因其家族祖傳銅鏡已損傷，即將壓制不住所有家族式神，欲反噬現今銅鏡主人）。因此成為（1937年）促其加速殺害蘇桃一家的原由（欲霸佔蘇家新銅鏡）。而於上海，1938年及1940年兩次追踪到銅鏡新主人蘇桃後，處處伺機、且次次強行索討銅鏡。最終死在蘇桃的手裡。 | 李鎮然   | 第2-18，21，24-26回 |

### 其他
| 演員   | 角色     | 介紹 | 粤语配音 | 出場集數      |
| 劉松仁 | 蘇景榮   | 商人 蘇桃父親，1937年被白川凛殺害後，再遭其蜘蛛式神及貓妖操控的活屍軀壳 | 張炳強   | 第1-2，9-12回 |
| 王艺诺 | 丁小甜   | 傭人→小丁貓下屬 原是傭人，被小丁貓派往連絡站，成為與顧基聯絡的中間人，過程中，漸漸愛上顧基，於後曾為他生下一子。當小丁貓開始清理門戶，丁小甜於逃難時，被顧基誤會。誤會其為了主子小丁貓，而背叛顧基自己。在劇末時，趁丁小甜探視顧基，顧基藉故搶走其兒，並惡意趕走小甜，最後，小甜目睹表姐死亡慘相，自樓梯口上滾落而亡。                              | 何寶珊   | 第6-23回      |
| 陳玥伊 | 马秀红   | 小丁貓的情報長官 丁小甜的表姊，耳目眾多消息靈通，喜歡小丁貓，終日在其身邊，是其左右將之一。外表冷漠果斷，實對表妹丁小甜很掛心，認為派表妹丁小甜到顧基身邊是自己的錯誤，為了彌補表妹失兒之險情，獨自向顧基奪回小甜兒子不果，被顧基挖去眼球並殺害之。                                                                                                 | 陸惠玲   | 第3-23回      |
| 賀 勛  | 杜敢闯   | 小丁貓親衛隊長 孔武有力好勇斗狠，喜歡小丁貓，終日在其身邊，是其左右將之一，後被顧基開槍射殺身亡 | 謝潔貞   | 第3-24回      |
| 林栋甫 | 陳大光   | 上海灘黑幫頭目元老之一 與小丁貓勢成水火，把顧基看待成得力助手後但被顧基背叛（顧基對其將手下均視為棋子、廢子則用後即棄而反感，故反之），最後在鴻門宴上被小丁貓法力控制下的顧基槍殺 | 朱子聰   | 第4-19回      |
| 王妍苏 | 狐妖大白 | 千年狐妖 當紅歌廳歌星，實為千年狐妖，在無心失憶前就已經認識，曾有過兩個月情人關係，分手前把陪伴無心的部份記憶鎖在長命鎖金飾內。曾幫助無心對付日本小式神，而被白川凜惦記及設計，藉以顧基牽線，趁機強奪大白千年修為之內丹，轉封入其祖傳銅鏡，持續運用內丹中大白千年丹力，來修復祖傳銅鏡的裂痕。後得無心幫助，奪回內丹。但內丹中已耗損掉五百年的丹力。 | 黃玉娟   | 第12-26回     |
| 何貴林 | 孟海東   | 商人 於1937年至1938年間，為日商白川凛穿針引線，圖將磁枕與銅鏡奪到手，後被顧基殺害 |          | 第1-13回      |

## 电视原声带

### 中國大陆
| 曲序 | 曲目                     |        | 作曲   | 演唱者 |
| ---- | ------------------------ | ------ | ------ | ------ |
| 1.   | 《白樺林》（片頭曲）     | 朴樹   | 朴樹   | 朴樹   |
| 2.   | 《最長的旅途》（片尾曲） | 龔淑均 | 宇珩   | 李琦   |
| 3.   | 《等君来》（插曲）       | 周洁颖 | 黄英华 | 郑嘉嘉 |

### 香港
| 曲序 | 曲目                 |        | 作曲   | 编曲   | 演唱者 |
| ---- | -------------------- | ------ | ------ | ------ | ------ |
| 1.   | 《無心愛》（主題曲） | 張美賢 | 張家誠 | 張家誠 | 古巨基 |

## 收視

### 中國大陆
2017年8月14日，在腾讯视频和搜狐视频双平台播出半小时便获1亿播放量。

## 軼事
- 王彦霖在接演该剧前，曾有不少制作精良的作品找他主演，其中不乏一些男主和非常重要的角色。面对这种情况，王彦霖依然毫不犹豫地选择了该剧，因为在他的心中，是《无心法师》让更多的观众认识并喜爱他，这部剧对他的表演之路有着非比寻常的意义。
- 陈瑶在剧中反串饰演男性角色小丁猫，为了演好男性角色，陈瑶平时跟韩东君和王彦霖学习，包括走路、穿衣、穿鞋等等方面，并且为了更接近男生的形象，不仅要束胸，穿内增高十多厘米的鞋子，服装加垫肩，垫肌肉块，还要穿着多达七件的戏服。此外，陈瑶的定妆照所采用的姿势就参考了韩东君的照片。
- 在探班采访中，李兰迪表示韩东君、陈瑶、王彦霖、Mike在戏里是她的四个奶爸，对于四位“奶爸”，李兰迪还有自己下的定位：韩东君是负责思想教育的，也会管着她吃，看到她忍不住的时候，又会不忍心专门找一些东西给她吃；陈瑶和她一样都很爱吃，是生活上的“奶爸”， 王彦霖则非常幽默，可以帮她放松，而Mike是一起练英语，算是课外语言辅导奶爸
- 李兰迪透露和陈瑶在房间里吃火锅，并被韩东君“指控”是剧组的“道具杀手”。有一天李兰迪姐姐有一包薯片不让她吃，她就不行了。之后韩东君与她对戏，感觉到她的眼睛里充满了薯片，说词也忘了，演戏也演不好。最后李兰迪吃了一片，状态就好了。还有在一场吃火锅的戏，李兰迪表示一定要吃羊肉，不吃就会忘词。
- 韩东君透露，陈瑶在片场是用奶瓶喝水。
- 王彦霖把教陈瑶走路当成了片场的娱乐之一，陈瑶表示王彦霖一看到我走路就看不惯，说她走路不像男的，得外八走路。
- 王彦霖饰演的顾基后期有很多生离死别的戏，让他觉得沉重。拍了一部分这样的戏的那几天，王彦霖回房间都睡不着。当他给母亲打电话，说着说着就哭了。母亲问怎么了，王彦霖说想家了，其实就是因为戏压抑的。
- 由于第二季白琉璃是附身于一条蛇上，所以剧组拍戏是用了真蛇。原本被蛇咬过而留下阴影的韩东君则拍到最后，克服了心理障碍，还能抓着蛇和它聊天。
- 李兰迪不怕蛇，但怕家禽类的。在剧中拍摄一场有鸽子的戏，导演让李兰迪过去的时候，李兰迪一瞬间就哭了。
- 陈瑶表示林栋甫会教她民国时代的男生穿长衫的一些礼仪。
- 探班当天有一场无心为了救顾基把一把凶煞之刀扔进粪坑结果粪坑炸了的戏，现场每位演员身上的“粪便”是用由芝麻酱、豆腐脑、香蕉等材料混合制作而成。
- 因为剧情需要，陈瑶被捆绑在牢房的架子上，浑身上下都被涂满“血浆”，并且一绑就是一天。

## 宣傳活動
2016年9月15日，该剧发布中秋特辑，并发起”无心的月饼迷之失踪案”猜犯人活动。9月21日，于浙江嘉兴开放了首次媒体探班。

2016年10月18日，发布一组剧照。11月10日，首曝预告片。

2017年5月27日，片方首曝第二季片尾曲《最长的旅途》MV，与第一季片尾曲同一首歌。

## 外部連結
- 《无心法师》的新浪微博
- 官方网站－香港無綫電視

| 香港 無綫電視J2 星期一至五 22:05 - 23:05（如當日為賽馬日將會暫停播放） | 香港 無綫電視J2 星期一至五 22:05 - 23:05（如當日為賽馬日將會暫停播放） | 香港 無綫電視J2 星期一至五 22:05 - 23:05（如當日為賽馬日將會暫停播放） |
| ---------------------------------------------------------------------- | ---------------------------------------------------------------------- | ---------------------------------------------------------------------- |
|                                                                        | 無心法師II （2017年12月4日－2018年1月8日）                             |                                                                        |
| 主君的太陽 （2017年10月20日－2017年11月28日）                          | 求婚大作戰 （2018年1月9日-2018年3月5日）                               |                                                                        |